# Lac de Constance
Cet article possède un paronyme, voir Boden (homonymie).
Ne doit pas être confondu avec Bogensee.
Le lac de Constance ou Bodan (en allemand : Bodensee, /ˈboːdn̩ˌzeː/,,, ? Écouter [Fiche]) est un ensemble de plusieurs plans d'eau situés au nord des Alpes, à la frontière entre l'Allemagne, la Suisse et l'Autriche, alimenté principalement par le Rhin.

## Géographie

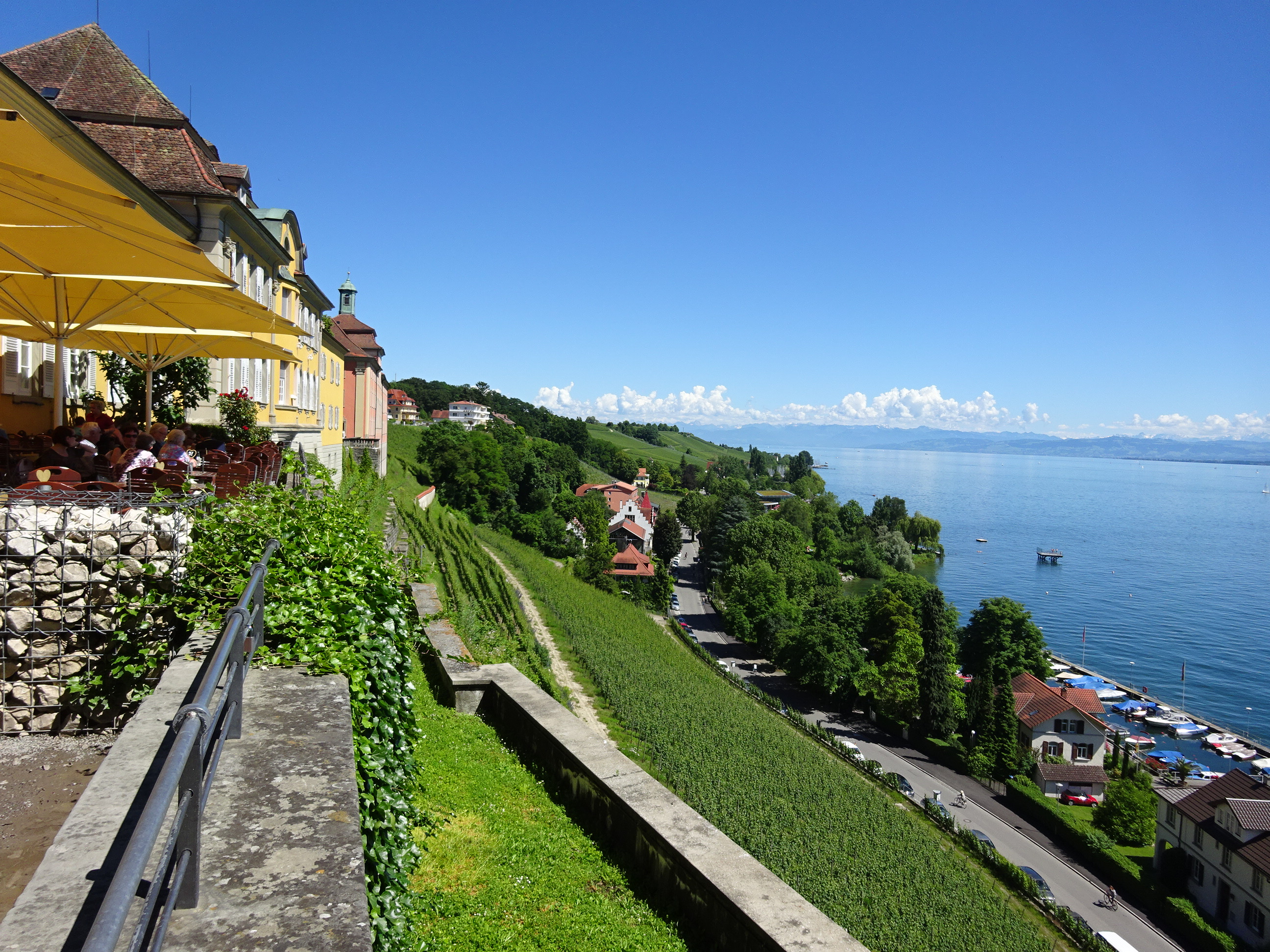
Le lac de Constance vu depuis Meersburg.

### Caractéristiques
Le lac de Constance se situe dans les contreforts des Alpes, sur le territoire de trois pays : Allemagne, Suisse et Autriche. Les rives des deux lacs qui le composent sont d'une longueur totale de 273 km : 173 km se situent en Allemagne, 28 km en Autriche et 72 km en Suisse.
Le lac est en fait constitué de deux lacs indépendants, reliés par une petite portion du Rhin, longue de 4 km, appelée Seerhein, c’est-à-dire « Rhin du lac » :
- l’Obersee (« lac supérieur » - par rapport au cours du fleuve), 473 km2, partagé entre l'Allemagne, la Suisse et l'Autriche, et dont la partie septentrionale en Allemagne (au nord de Constance) est désignée sous le nom d’Überlinger See (« lac d’Überlingen »). Les frontières ne sont pas clairement définies, faisant du lac Supérieur un espace appréhendé comme un condominium selon l'Autriche, alors que la Suisse défend le principe d'une frontière passant par le milieu du lac[5],[6] ;
- l’Untersee (« lac inférieur »), 63 km2, partagé entre l'Allemagne et la Suisse, et dont la partie nord en Allemagne est plutôt appelée Zellersee (« lac de l’abbaye », probablement en référence à l’abbaye à l’origine de la ville de Radolfzell).

En additionnant le lac supérieur et le lac inférieur, le lac de Constance a une superficie de 536 km2 et est le 3e plus grand lac d'Europe centrale après le lac Balaton (Plattensee en allemand, 594 km2) et le lac Léman (Genfersee en allemand, 580 km2). Il s'étend sur 69,2 km de long, entre Stein am Rhein (commune suisse) à l'ouest et, à l'est, Brégence (Bregenz, chef-lieu du Vorarlberg, province la plus à l'ouest de l'Autriche).

### Îles
Le lac de Constance comprend dix îles de plus de 2 000 m2, la plus grande étant l'île de Reichenau, qui fait partie de la municipalité de Reichenau. L'ancienne abbaye est inscrite au patrimoine mondial de l'Unesco en raison de la présence de trois églises médiévales. L'île est aussi réputée pour sa production de fruits et légumes. L'île de Lindau, à l'est du lac, est la deuxième plus grande île. La troisième île est l'île de Mainau. Ses propriétaires, la famille Bernadotte, l'ont aménagée en destination touristique et ont créé, entre autres, des jardins botaniques, des serres, un arboretum et des enclos pour animaux. Deux autres îles (l'île Triboldingerbohl de 13 ha et l'île Mittler oder Langbohl de 3 ha) ne sont pas accessibles au public, car elles font partie de la réserve naturelle protégée Wollmatinger Ried.
D'autres îles du lac supérieur :
- l'île des dominicains (séparée de la vieille ville de Constance par un fossé de six mètres de large) avec son hotel Steigenberger (2 ha) ;
- la minuscule île Hoy près de Lindau ;
- les dix îles artificielles sur la digue du Rhin, sur les rives de la commune de Fußach ;
- l'île de Wollschwein (Wollschweininsel) à Kreuzlingen.

### Climat
Le climat du lac de Constance se caractérise par des températures douces avec des amplitudes faibles, grâce à la masse d'eau qu'il contient et qui joue un rôle de régulateur. Le foehn se fait sentir toute l'année, on trouve fréquemment du brouillard en période hivernale et une chaleur humide en été.
De fortes rafales de vent lors des changements brutaux de météo font du lac de Constance un terrain de jeu exigeant pour les sports nautiques. Le vent le plus dangereux est le foehn, un vent chaud et sec des Alpes qui passe par la vallée du Rhin et peut créer des vagues de plusieurs mètres de haut, même en été par temps orageux.
C'est pourquoi le lac est équipé en trois endroits (sur les rives allemandes, suisses et autrichiennes) de centres d'alerte aux tempêtes et vents violents. Une alerte aux vents violents est émise lorsque des vents sont prévus entre 25 et 30 nœuds, ou force 6 à 8 sur l'échelle de Beaufort. Une alerte à la tempête est émise à partir d'une vitesse de vent de 34 nœuds ou de force 8. Ces alertes sont matérialisées par des signaux lumineux orange autour du lac : ils clignotent quarante fois par minute en cas de prévision de vents violents et 90 fois par minute en cas de tempête. Les bateaux et les ferrys du lac signalent ces dangers par un ballon-tempête hissé en haut du mât.

### Température de l'eau
La température moyenne de l'eau est de 20 °C en juillet et de 15 °C en octobre. Elle peut monter jusqu'à 25 °C après quelques jours de chaleur. Entre 1990 et 2014, la température moyenne du lac a augmenté d'environ 0,9 °C par rapport à la période 1962-1989, à cause du réchauffement climatique général.

## Toponymie
Au milieu du Ier siècle, le géographe latin Pomponius Mela désignait l’Obersee sous le nom de Lacus Venetus, tandis que l’Untersee était dénommé Lacus Acronius.

Pline l'Ancien utilisait déjà la dénomination de Lacus Brigantinus d'après la ville romaine de Brigantium (aujourd'hui Brégence, en allemand Bregenz). Cette toponymie pourrait avoir un lien avec le peuple celte et breton des Brigantes, à moins qu’il ne soit issu directement de l'adjectif celtique brigant- signifiant « haut », s’appliquant particulièrement à une hauteur propice à la défense. Cette dénomination est, jusqu'au XVIIIe siècle, sur les cartes suisses, l'ancienne appellation du lac de Constance.

Le terme de Bodensee, nom allemand du lac (see), est apparue avec les Carolingiens. Il désigne un endroit des rives de celui-ci appelé Bodman (c’est-à-dire « terres basses ») : on trouve d'ailleurs une commune de Bodman-Ludwigshafen sur ses rives.

Son nom actuel en français est récent, il provient de la ville allemande de Constance située sur la rive orientale de l’Obersee.
Ce lac fut suffisamment grand pour avoir été surnommé la « mer Souabe » (Suebicum mare, Schwäbisches Meer).

## Environnement

### Faune et flore

#### Flore
Jusqu'au XIXe siècle, le lac de Constance était un territoire aquatique sauvage. Depuis, de nombreuses parcelles du rivage ont été défrichées et construites. Plusieurs domaines restent néanmoins protégés comme réserves naturelles ou reconsidérés comme tels. La région du lac de Constance présente à ce sujet quelques particularités : les grandes étendues de forêt sur la presqu'île du Bodanrück, la présence de gentiane des marais et de variétés d'orchidacées (Orchis et Dactylorhiza) dans la réserve naturelle Wollmatinger Ried, ainsi que l'Iris de Sibérie dans la réserve naturelle Eriskircher Ried. Une autre particularité de la flore du lac de Constance est la myosotis rehsteineri, qui ne pousse que sur les plages calcaires désertes.

#### Faune
Le lac de Constance est une halte sur la route migratoire et un lieu de nidification pour de nombreuses espèces d'oiseaux, protégés dans des réserves naturelles comme le Wollmatinger Ried ou la presqu'île de Mettnau. 4 120 espèces d'oiseaux y ont été recensées jusqu'à présent.
Quarante-cinq espèces de poissons vivent dans le lac. Le produit de la pêche s'élève à 1,5 million kg par an. Les espèces les plus pêchées sont le corégone et l'omble chevalier.

## Histoire
Dès le néolithique, le lac a été peuplé pour ses ressources halieutiques : l'archéologie trouve des hameçons, des pirogues monoxyles, des pagaies, et à l'âge du bronze des pilotis révélant des villages palafittiques.

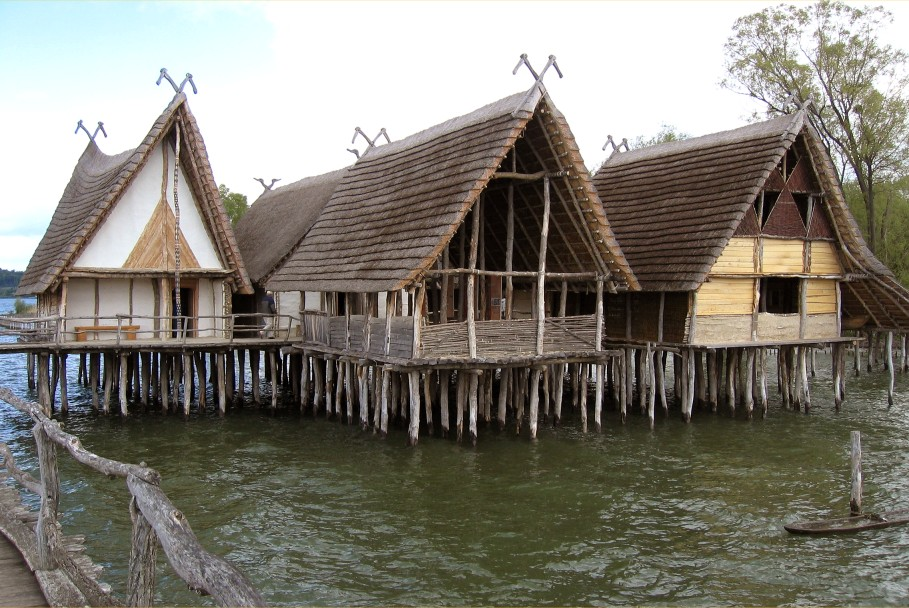
Habitat palafittique sur pilotis de l'âge du bronze, reconstitué au nord-ouest du lac.
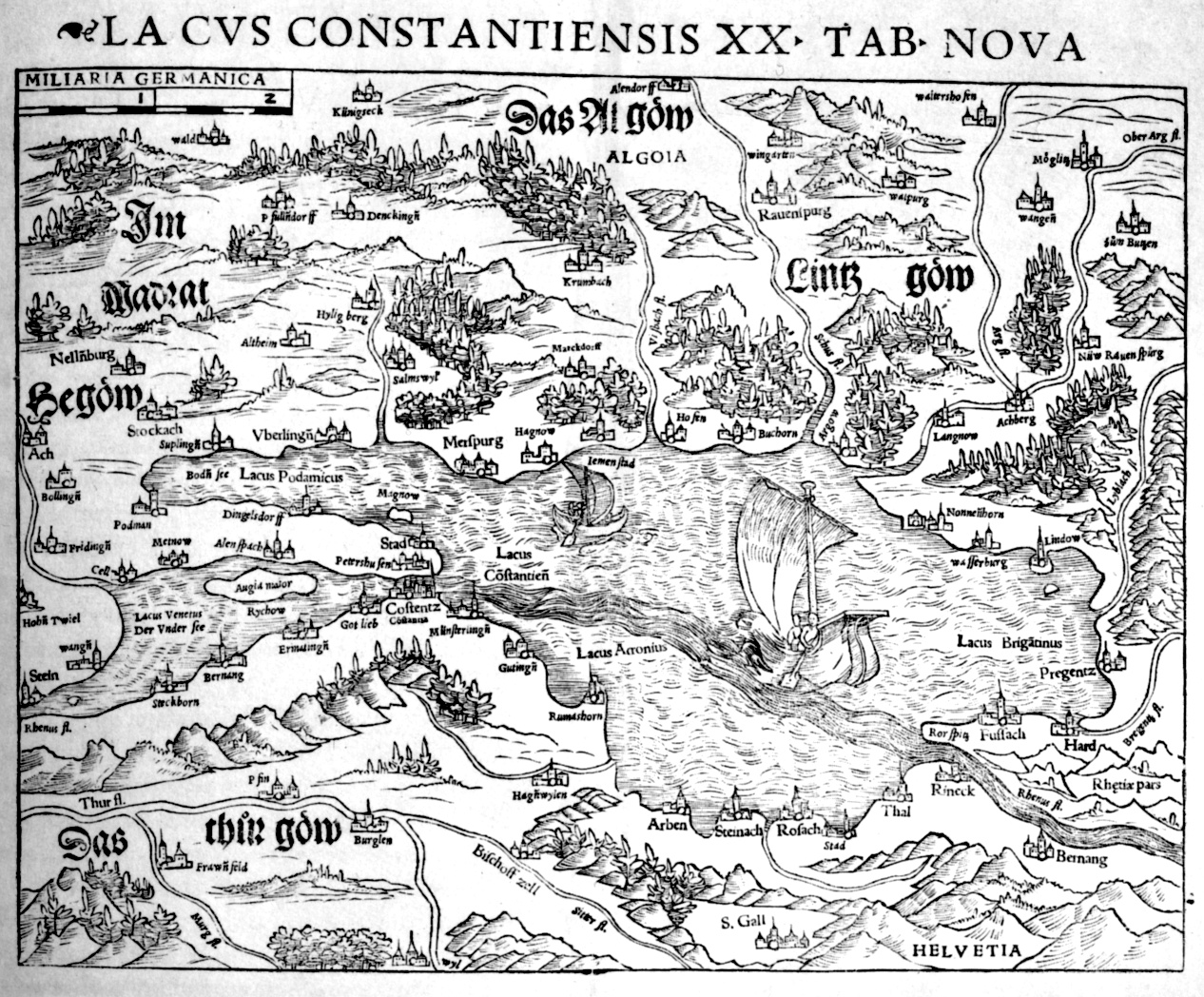
Gravure sur bois représentant le lac au XVIe siècle, en 1545.
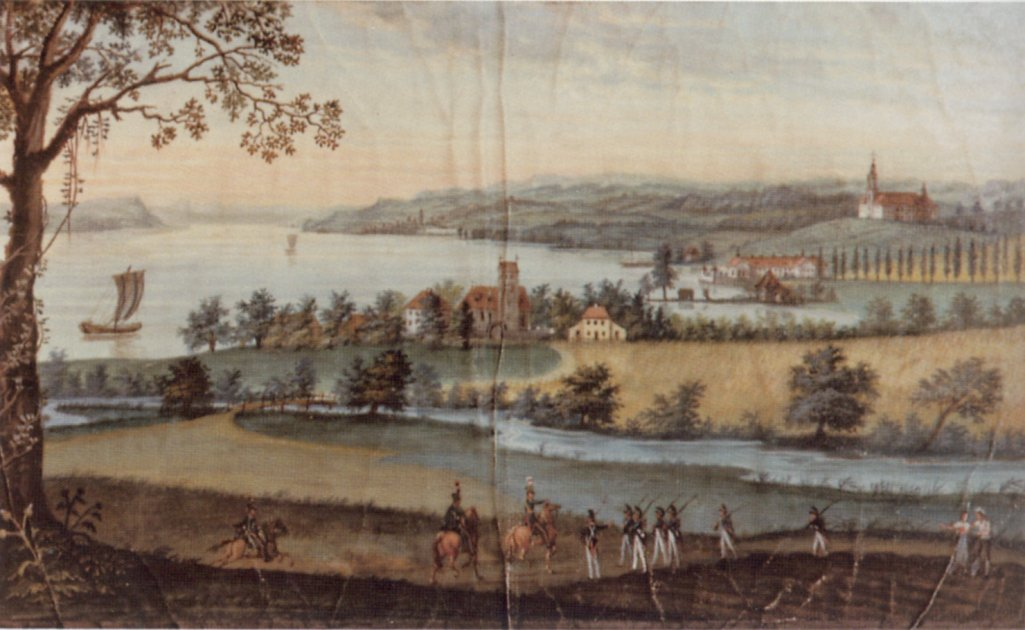
Vue d'artiste des berges du lac de Constance au début du XIXe siècle, gouache, 1809.

Au XIXe siècle, autour du lac de Constance, cinq États riverains : (Autriche, Grand-duché de Bade, Wurtemberg, Bavière, Suisse) avaient des fuseaux horaires différents. Les voyageurs d’une rive à l’autre se trouvaient aux prises avec cinq heures officielles discordantes. L’heure normale d'Europe centrale (HNEC) est adoptée par ces États entre 1891 et 1893.
En Romandie, les anciens avaient l'habitude de nommer le Bodensee, le Bodan, sans doute par analogie avec le Léman.
Le lac de Constance est le théâtre du recrutement de scientifiques allemands après la Seconde Guerre mondiale. En 1945, les services officiels français cherchent à rattraper le retard technologique de la France dans de nombreux domaines (aéronautique, chimie, industrie mécanique, médecine, etc). Dans cette perspective, le patron de l'entreprise Turboméca, Joseph Szydlowski, est envoyé en Allemagne dans la ZFO. Grâce à sa parfaite maitrise de l'allemand et à son expérience en tant qu'ingénieur aéronautique en Allemagne, il recrute une équipe d'une centaine de techniciens et d'ingénieurs de la société Daimler-Benz. Ils sont installés provisoirement sur les bords du lac, aux villages de Bregenz et Lindau, dès l'automne 1945. Ils y débutent leur travail pour Turboméca puis ils sont rapatriés en France durant le printemps 1946. Cette équipe lance l'entreprise dans la conception et la réalisation des premiers turboréacteurs français.

## Histoire environnementale

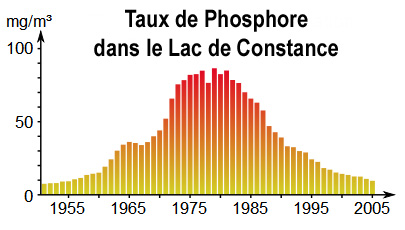
Diagramme de pollution par le phosphore anthropique, premier responsable de l'eutrophisation du lac.

La qualité de son eau s'est fortement dégradée depuis le XVIe siècle, notamment à cause d'une eutrophisation, d'origine humaine et agricole, qui a augmenté jusqu'au début des années 1980, due aux nitrates et au phosphore. Depuis ce pic de pollution par le phosphore et grâce à la construction de stations d'épuration et à une meilleure gestion des eaux de ruissellement dans les trois pays riverains, l'eutrophisation par le phosphore a nettement diminué et a presque atteint sa concentration naturelle. Aujourd'hui, l'eau du lac de Constance a retrouvé une bonne qualité. La présence de truites de lac, dont le nombre est en augmentation, en est un indicateur. Mais d'autres paramètres restent préoccupants et à prendre en compte : température, nitrates, métaux lourds, perturbateurs endocriniens, etc.
À cause de sa position sur un axe important de migration aviaire, et parce que ses eaux collectent les eaux de ruissellement d'un vaste bassin versant où sont notamment situés des élevages d'espèces sensibles au virus H5N1 ou à d'autres virus de grippaux, c'est une des zones classées à risque en Europe pour la grippe aviaire.

## Navigation
L'ensemble du transport public par bateaux sur le lac de Constance est appelé la « flotte blanche » (en allemand : Weiße Flotte). Les lignes régulières et saisonnières de transport maritime sont assurées par deux lignes de car-ferry (Konstanz-Meersburg et Friedrichshafen-Romanshorn), une liaison en catamaran Constance-Friedrichshafen et les transports lacustres saisonniers de particuliers. Des croisières et traversées à thèmes sont aussi proposées aux touristes.
La navigation privée regroupe d'une part les pêcheurs et d'autre part les bateaux privés (voiliers, yachts…) en saison touristique. Dans certains ports, on peut louer des pédalos et des barques. Des navettes de passagers relient les principaux ports, par exemple Constance-Brégence.

## Économie et tourisme
Le tourisme est important pour l'économie de la région. Il rapporte chaque année 1,8 milliard €, grâce aux infrastructures, attractions et curiosités. Les villes de Constance, Überlingen, Meersburg, Friedrichshafen et Lindau attirent les touristes, tout comme les chutes du Rhin proches, en aval, de Schaffhouse, l'île de Mainau, l'église de pèlerinage Birnau, les châteaux forts comme celui de Meersburg et les châteaux comme celui de Salem, l'ensemble des musées, comme le musée Zeppelin, le musée Dornier, le musée du lac à Kreuzlingen, le musée juif de Hohenems ainsi que l'île de Reichenau, classée au patrimoine mondial de l'Unesco et les palafittes (constructions sur pilotis préhistoriques) de Unteruhldingen.

### Transport terrestre
À l'est, là où les contreforts des Alpes sont tout proches du lac, il existe quelques téléphériques dont les stations de départ sont au bord du lac. Lors de l'ascension, les passagers peuvent bénéficier d'une vue sur le lac. Le téléphérique le plus connu du lac de Constance est le Pfänderbahn dont la station inférieure se situe à Brégence.
Un chemin de randonnée et une piste cyclable font le tour du lac.
Depuis 2001, des ballons dirigeables de nouvelle génération survolent à nouveau le lac de manière régulière, à partir de l’aérodrome de Friedrichshafen.

### Vignoble et arboriculture
La région bénéficie du micro-climat du lac. En 2011, on comptait 1 600 exploitations fruitières. En 2011, l'Allemagne a produit 900 000 tonnes de pommes, dont un tiers provenait des rives du lac. Le vignoble occupe aussi une place importante : les cépages pinot noir, Müller-Thurgau et pinot blanc y sont cultivés. En raison des frontières régionales, ces vins appartiennent à la même sorte mais à des vignobles différents. La région possède le vignoble allemand situé à la plus haute altitude (de 400 à 560 m d'altitude).

### Sports nautiques et navigation de plaisance
Le règlement de la navigation sur le lac de Constance constitue la base juridique concernant la navigation sur le lac.
Il existe un permis-bateau spécifique au lac de Constance. Il est délivré en Allemagne par les services maritimes de la circonscription de Constance, de celle du lac de Constance, et de Lindau, en Suisse par les autorités cantonales et en Autriche par les autorités locales de la municipalité de Brégence. Les catégories A pour les bateaux à moteurs d'une puissance supérieure à 4,4 kW et D pour les bateaux à voiles de plus de 12 m2 de voilure ainsi que les licences temporaires présentent un intérêt pour les bateaux de plaisance. Tous les bateaux à propulsion motorisée (y compris les moteurs électriques) ou qui ont une installation sanitaire, d'habitation ou de cuisine, doivent obtenir l'autorisation de la part des autorités maritimes compétentes, qu'un permis-bateau spécifique au lac de Constance soit nécessaire ou non.
La navigation de plaisance occupe une place très importante. Début 2009, ce furent 57 000 bateaux de plaisance qui furent autorisés sur le lac de Constance. Étant donné que cette autorisation est valable trois ans, ce nombre ne correspond pas exactement à celui des bateaux effectivement présents sur le lac. Une étude de la communauté internationale du sport nautique souligne le grand poids économique des sports nautiques : elle estime l'activité provenant des sports nautiques à 1 600 employés et le chiffre d'affaires à 270 millions d'euros. Le lac de Constance offre une grande diversité de sports nautiques. Plus de 100 clubs concernent la navigation à voile et organisent des régates. L'utilisation de jet-ski a été interdite depuis janvier 2006 par la révision du règlement sur la navigation sur le lac de Constance, afin de protéger la flore, la faune et les baigneurs.
Tous les ans, à l'Ascension, a lieu la plus grande procession de bateaux sur le lac de Constance. Elle a été initiée en 1979 par Ferdinand Andreatta. Chaque année au début de l'été, la spectaculaire régate du tour du lac à la voile démarre et finit à Lindau, en passant par Meersburg, Überlingen et Romanshorn.
Depuis 2009 a lieu chaque année à Constance le festival des sports nautiques et de voile. À Friedrichshafen se déroule chaque année l'Interboot, l'une des foires du sport nautique les plus importantes d'Europe.

### Surf et kitesurf
Le vent soufflant rarement de manière régulière, ces deux sports ne peuvent être pratiqués qu'épisodiquement, dans des situations de vent particulières, telles que le Foehn ou par fort vent d'ouest et seulement dans des régions du lac comme la baie de Brégence. De plus, le kitesurf n'est autorisé que dans certaines zones. Sur les rives allemandes, le kitesurf n'est possible qu'avec une autorisation spéciale des autorités maritimes, alors que sur les rives autrichiennes cela n'est pas nécessaire.
Ces dernières années, la rive ouest de l'île de Reichenau sur le lac inférieur est devenu un spot annuel de surf, grâce à la régularité des vents d'ouest ou du sud. La vitesse moyenne du vent oscille entre 4 et 7 nœuds ou force 2 et 3 (à Brégence et à Friedrichshafen).

### Plongée
La plongée dans le lac de Constance attire les plongeurs débutants et expérimentés. La plupart des lieux de plongée se trouvent au nord du lac (Überlingen, Ludwigshafen, Marienschlucht entre autres), quelques-uns aussi au sud. Les plongeurs doivent être expérimentés et accompagnés de plongeurs professionnels d'une des écoles de plongée. Près de l'éperon rocheux appelé la « table du diable » (« Teufelstisch » en allemand) au large de la gorge de Marienschlucht, la plongée n'est même autorisée qu'avec autorisation de la sous-préfecture de Constance.
Des épaves intéressantes et de gros poissons se trouvent souvent à des profondeurs qui ne peuvent habituellement pas être atteintes par des plongeurs. L'épave d'eau douce la plus connue d'Europe est certainement le bateau à aubes Jura, qui gît à 39 m de profondeur, au large de Bottighofen. Dans le canton de Thurgovie, le service archéologique de Frauenfeld a classé le Jura monument industriel sous-marin.

### Natation
Il est possible de nager dans le lac entre mi-juin et mi-septembre. La température de l'eau est de 19 °C à 25 °C selon les conditions météorologiques. Il peut y avoir une différence de 3 °C en l'espace d'une journée par temps ensoleillé, si bien que les tièdes soirées d'été invitent particulièrement à la baignade. Les vents violents typiques du lac de Constance mélangent les eaux de surface chaudes aux couches d'eaux plus profondes et plus froides. Ce phénomène fait baisser la température de l'eau même pendant la saison estivale.

## Culture

### Littérature
Le lac de Constance a inspiré des contes, dont une aventure des Sept Souabes écrite par Ludwig Bechstein, qui raconte sur le ton humoristique comment sept habitants se lancent à la poursuite du monstre du lac de Constance.

### Peinture et sculpture

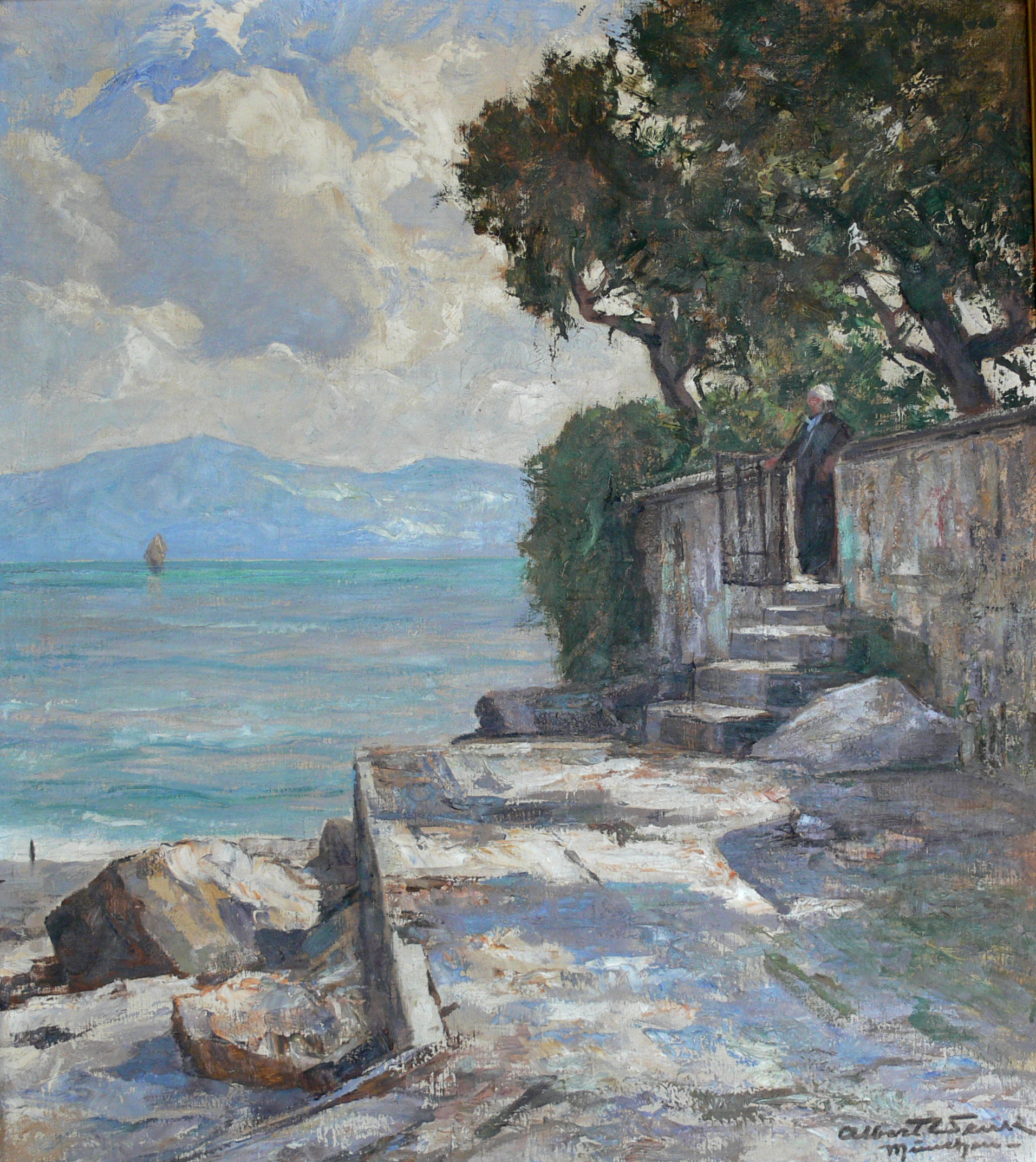
Albert Wenk : Le lac de Constance (vers 1920).

Au cours du XIXe siècle et du XXe siècle, certains peintres célèbres avaient leur résidence sur le lac de Constance et l'ont représenté dans de nombreuses œuvres. Le plus connu d'entre eux fut le peintre allemand Otto Dix. Persécuté par le gouvernement nazi dès 1933, il trouve en 1936 refuge avec sa famille dans le village de Hemmenhofen, sur les bords du lac. Coupé de son inspiration urbaine, il peint alors des paysages de la région, période qui influencera la suite de sa carrière. Sa maison est devenue aujourd'hui un musée à sa gloire. Le peintre suisse Adolf Dietrich, représentant de l'art naïf, est né et mort à Berlingen, commune située elle aussi sur les bords du lac.
Avant et après eux, de nombreux peintres allemands, comme Waldemar Flaig (de), Rudolf Schmidt-Dethloff (de), Fritz Mühlenweg, Gustav Schönleber, Albert Wenk, Albert Zimmermann, Alexander Koester, Gebhard Fugel, Helmuth Macke, Erwin Starker (de) ou Paul Klimsch, mais aussi étrangers, comme le Britannique Joseph Mallord William Turner, ont immortalisé la beauté du lieu sur leurs toiles.
Connu pour ses imposantes œuvres caricaturales, le sculpteur allemand Peter Lenk réside à Bodman-Ludwigshafen. Plusieurs de ses travaux ornent les communes proches du lac, comme la statue Impéria située à l'entrée du port de Constance.

### Théâtre et musique
Les compagnies théâtrales publiques des villes du lac sont celles de Constance, un des plus anciens théâtres allemands et la compagnie régionale du Vorarlberg à Brégence. La compagnie suisse de Sankt Gallen fait aussi partie du paysage culturel du lac. Les orchestres symphoniques du lac de Constance sont la philharmonie de Constance, l’orchestre symphonique du Vorarlberg dont le siège est à Brégence et l’orchestre symphonique de Saint-Gall.
Les plus grands festivals de la région sont le festival du lac de Constance, localisé à Friedrichshafen, et en été le Festival de Brégence (Bregenzer Festspiele) à Brégence. D’autres festivals connus sont Rock am See et le Zeltfestival à Constance, le printemps de Brégence, le SummerDays Festival à Arbon et le Zeltfestival de Friedrichshafen.